# Gaita zuliana
La gaita zuliana è un genere musicale del Venezuela, originario del Sud-Est dello stato federale di Zulia.
Oggigiorno è correlato con la festività del Natale in tutto il Venezuela e nelle comunità di venezuelani all'estero, dove viene cantata anche nelle lingue dei luoghi di emigrazione. A Maracaibo si esegue durante la Feria de La Chinita. Di solito viene cantata in gruppo, con una voce dominante e un coro fatto da almeno due persone, sia donne sia uomini.
Vi sono tuttavia anche canzoni dedicate ad altre tematiche, soprattutto religiose, come La Grey Zuliana di Ricardo Aguirre (noto come El Monumental), una Gaita di protesta dedicata alla Vergine di Chiquinquirá, patrona di Maracaibo; questa canzone è diventata un'icona nazionale, una canzone significativa per il popolo venezuelano.

## Origini del nome
La gaita è uno strumento a fiato simile alla zampogna, tipico della penisola iberica; questo strumento veniva suonato nelle feste dei colonizzatori spagnoli nella zona lacustre attorno alla città di Maracaibo, oggi capitale dello stato di Zulia.
Un'altra ipotesi vuole che il termine derivi dal gotico gaits, che significa capra, poiché dalla pelle di questo animale è fatta la membrana del furruco. Il termine è usato anche dalle lingue dell'Europa orientale (gaida in Ungheria, gainda a Creta o gayda in Jugoslavia) per designare lo strumento della cornamusa.

## Storia
Lo strumento arrivò in Venezuela grazie alla tratta degli schiavi: quando gli schiavi africani passavano per le Isole Canarie, li chiamavano alla liturgia con un flauto noto come algaita.
La gaita zuliana nacque come risposta popolare alle feste dei colonizzatori e come denuncia ai maltrattamenti nei confronti degli schiavi, da cui prese il nome, e adottò la forma ritmica di terzinato, serrata e coinvolgente, direttamente dai canti dei lavoratori di origine africana che lavoravano nelle numerose haciendas (fattorie).
Lo stesso strumento base della ritmica sincopata, venne poi rimpiazzato dal furruco, uno strumento a percussione, ancora oggi utilizzato assieme all'altro strumento fondamentale, questo a corde, il cuatro.